# 黎光 (明朝)
黎光，广东東莞人，明朝初期政治人物。
其以鄉薦为御史，之后出巡蘇州，并参与赈灾。之后出巡鳳陽，并上书陈述时政弊病，朱元璋嘉奖其功劳。洪武九年，升任刑部侍郎，执法不阿，后为御史大夫陳甯所嫉恨，黎光因事被贬而死。